# Estaciones de paso
Estaciones de paso es una colección de relatos de Almudena Grandes publicada en 2005.
Consta de los siguientes relatos:
- "Demostración de la existencia de Dios"
- "Tabaco y negro"
- "El capitán de la fila india"
- "Receta de verano"
- "Mozart, y Brahms, y Corelli"

## Demostración de la existencia de Dios
Se trata de un monólogo interior de un adolescente, dirigido a Dios y relativo a la temprana muerte de su hermano a causa de leucemia. El monólogo tiene lugar durante la retransmisión de un partido de fútbol.

## Tabaco y negro
Historia de Paloma, nieta de un afamado sastre de traje de luces, que la introduce en el mundo de los toros. A la muerte de su abuelo, se ve forzada a trabajar en una tienda de moda en la que se siente fuera de lugar, hasta que finalmente descubre que su destino es trabajar en una tienda de ropa de toros diseñándola dado que ella ha heredado el arte de su abuelo y es capaz de confeccionar grandes trajes después de terminar su carrera (en la que estudia confección).

## El capitán de la fila india
Historia de Carlos, que recuerda con nostalgia pasajes de su infancia, en particular relativos a la casa de sus abuelos y a su primo mayor, que contrastan fuertemente con la situación actual de los mismos...

## Receta de verano
Historia de Maite, que tiene que cuidar de su padre inválido.
Es una niña que no acepta la realidad que tiene que vivir su familia, después del accidente que tiene su padre; y finalmente desea que esto cambie y se pueda volver al pasado de una familia feliz; termina ayudando a su madre en los oficios de la casa (cocina) para que ella pueda conseguir un trabajo y aportar con los gastos de la casa; la madre enseña a la niña una receta de cocina, que difícilmente podrá hacer, en ese trasegar por la vida, debe ir a cobrar el arriendo del taller que tenía su padre, y que lo tiene un muchacho que era el ayudante de su padre, finalmente va, y termina dándose su primer beso con este muchacho mayor que ella; además de casado; esta es la escena donde la niña empieza a vivir el cambio de su vida y es enamorarse por primera vez, pero de un amor imposible, así transcurre el tiempo, finalmente aprende a hacer la receta con la que cree, que su padre mejorará y todo volverá a ser como antes...

## Mozart, y Brahms, y Corelli
Historia protagonizada por Tomás, adolescente que, a través de la música, quiere conquistar a Nancy, una prostituta de la Casa de Campo de la que se ha enamorado a fuerza de verla cuando hace novillos con sus amigos.
- Datos: Q5840630